# 제20회 부산국제단편영화제
제20회 부산국제단편영화제의 시상식에 관한 내용이다.

## 수상 및 후보

### 최우수작품상(국제경쟁)
- 1호선 - 이하 수상

### 심사위원특별상(국제경쟁)
- 이효종씨 가족의 저녁식사 - 정희성 수상

### 감독상(교보생명상)
- 절간의 만우절 - 이민경 수상

### 관객상(한국경쟁)
- 갈치 - 김회근 수상
- 자전거 소년 - 유지태 수상

### 민송상
- 신도시인 - 홍두현 수상